# چاودار

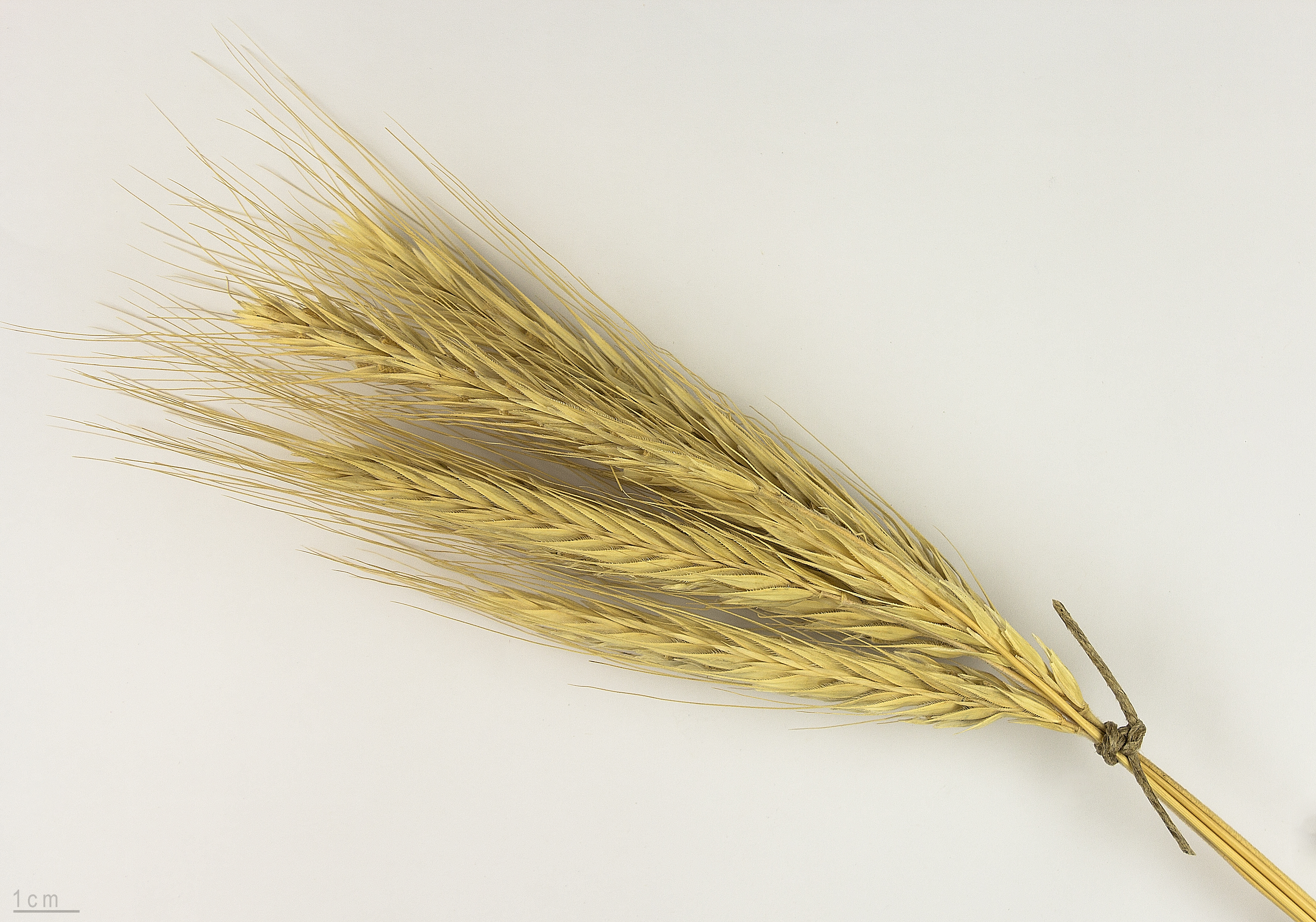
Secale cereale

چاودار یا روگن با (نام علمی: Secale montanum) گیاهی از خانواده گندمیان است. علفی است که به‌طور گسترده به عنوان غلات، گیاه پوششی و علوفه کشت می‌شود. از تبار گندم (Triticeae) است و با گندم (Triticum) و جو (جنس Hordeum) نزدیک است. دانه چاودار برای آرد، نان، آبجو، نان ترد، برخی ویسکی‌ها، برخی ودکا‌ها، و علوفه حیوانات استفاده می‌شود.
چاودار یک دانه غلات است و نباید آن را با چچم‌ها که برای چمن، مرتع و به عنوان یونجه برای دام استفاده می‌شود، اشتباه گرفت.
این گیاه دگرگشن بوده و مقاوم‌ترین غله نسبت به سرما است.
در فرهنگ لغت دهخدا از این گیاه این گونه نام برده شده‌است: «چودار. چودر. ویبگ. گیاهی هرزه که در غله‌زار روید و دانه آن چون گندمی لاغر و کشیده‌است.» و نیز در لغت‌نامه معین این‌گونه یاد شده‌است: «گیاهی از نوع غلات که ارتفاعش تا دو متر هم می‌رسد.»

## خصوصیات گیاهی
چاودار گیاهی است بسیار خودعقیم و بنابراین دگرگشن. اغلب چاودارهای زراعی دیپلوئید هستند ۲n=۱۴ و زراعت چاودارهای تتراپلوئید نیز در سطح محدودی در اروپا متداول است. چاودار زراعی یک گیاه یکساله دیپلوئید روزبلند می‌باشد.
سنبلهدارای سنبله دراز مرکب از سنبلک‌هاست (بلندتر و باریکتر از گندم) و روی هر سنبله فرعی ۳ گل وجود دارد.
ریشهسیستم ریشه‌ای چاودار بسیار انبوه و گسترده‌تر از گندم می‌باشد و به همین جهت از آب بهتر استفاده می‌کند.
ریشکریشک دراز نازک برسی گرد و زبر است.
ظاهر چاودارچاودار از نظر شکل مابین گندم و یولاف است. رنگ کدر خاک آلود دارد. فاقد پوسته (هال) می‌باشد.

## سازگاری
چاودار مقاومترین غله به سرماست و با شرایط آب و هوایی نامساعد و خاک‌های فقیر غیرحاصلخیز و شنی سازگاری نشان می‌دهد.
حرارتحداقل دما برای جوانه زنی چاودار ۳ تا ۵ درجه سانتیگراد است.

## نیازهای غذایی
ازت آمونیاکی مطلوب‌ترین فرم ازت جهت چاودار است.

## تولیدکنندگان

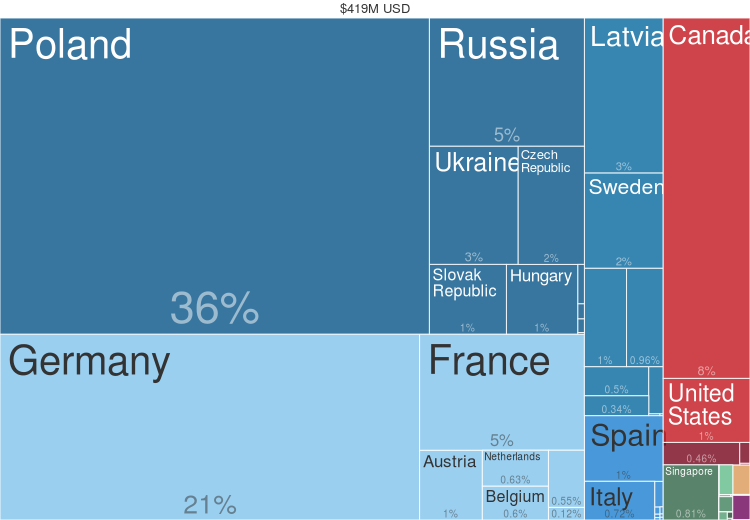
صادرات چاودار به تفکیک کشور (۲۰۱۴)، از [http://atlas.cid.harvard.edu/explore/tree_map/export/show/all/1002/2014/ اطلس اقتصاد هاروارد

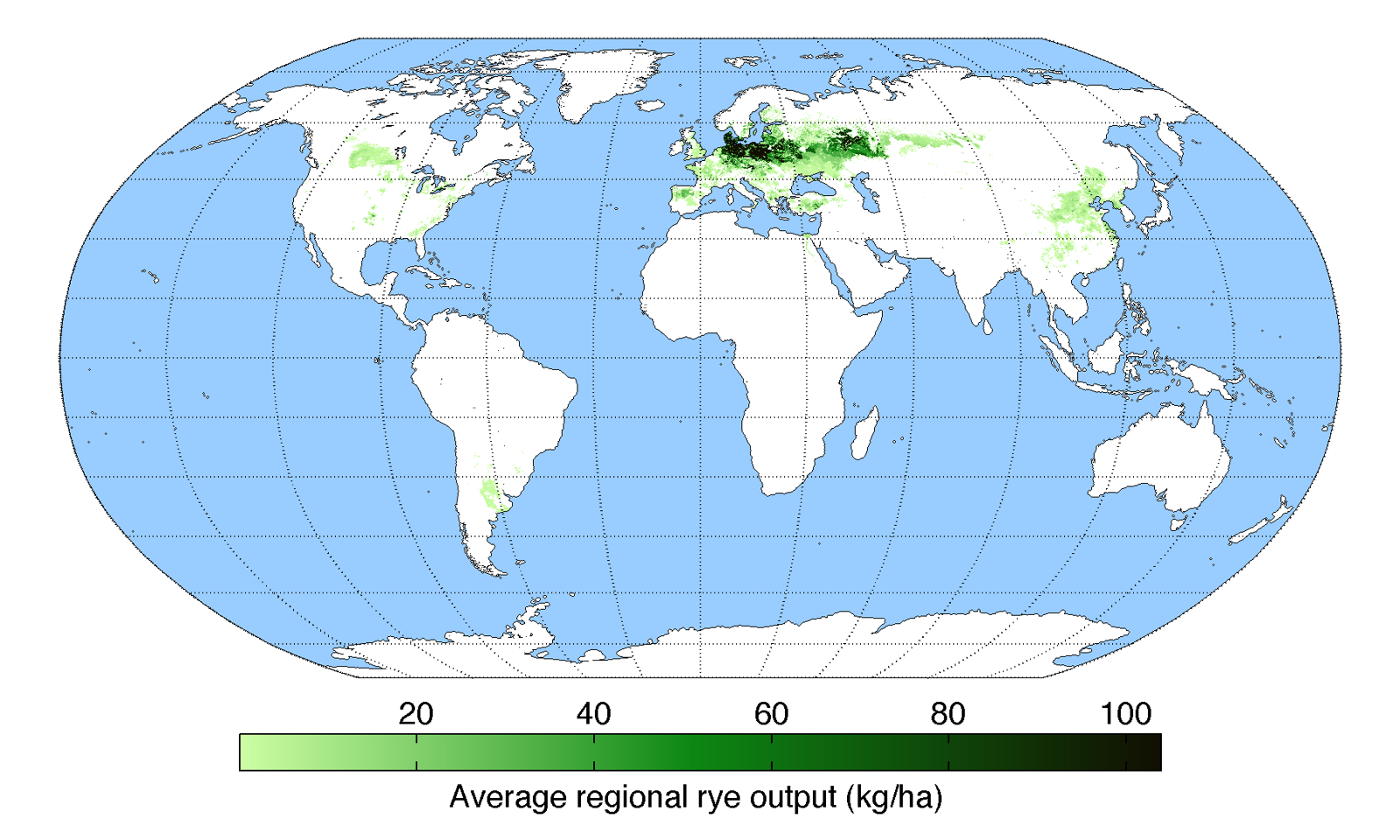
نقشه تولید چاودار

چاودار عمدتاً در اروپای شرقی، مرکزی و شمالی رشد می‌کند. کمربند اصلی چاودار از شمال آلمان از طریق لهستان، اوکراین، بلاروس، لیتوانی و لتونی به مرکز و شمال روسیه کشیده شده‌است. چاودار همچنین در آمریکای شمالی (کانادا و ایالات متحده)، در آمریکای جنوبی (آرژانتین، برزیل و شیلی)، در اقیانوسیه (استرالیا و نیوزیلند)، در ترکیه، در قزاقستان و در شمال چین رشد می‌کند.

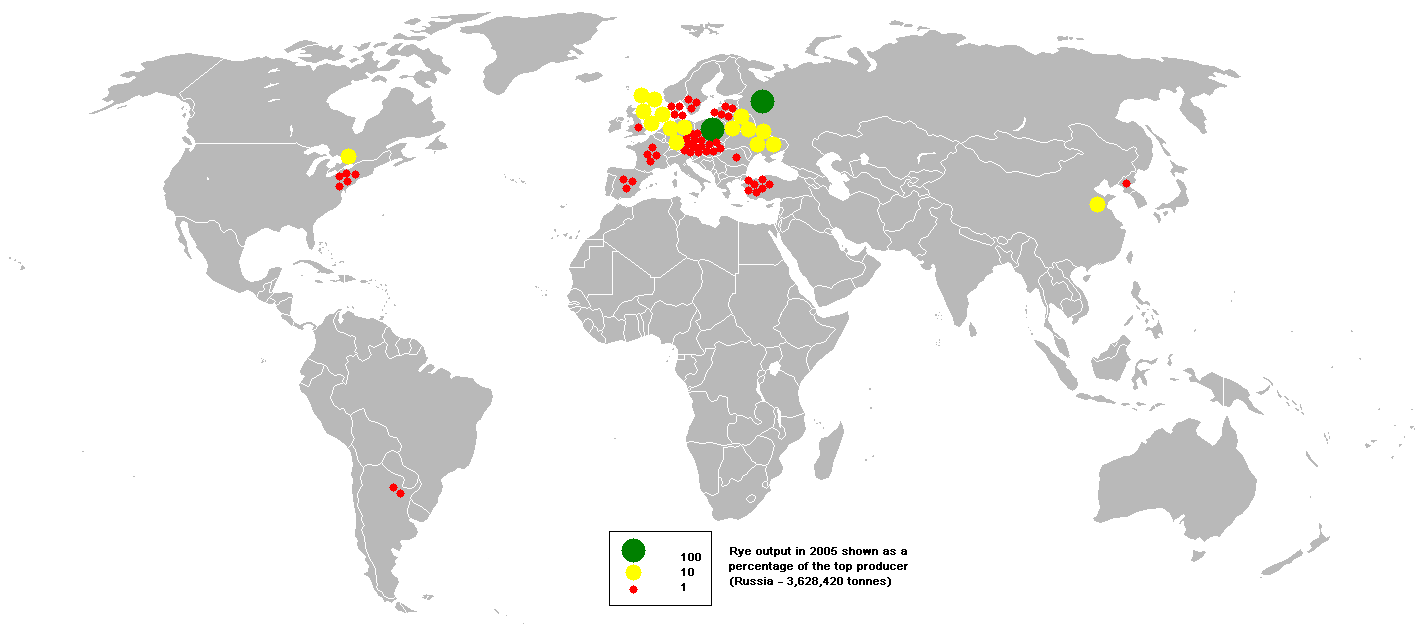
تولید جهانی چاودار در سال ۲۰۰۵ میلادی

| تولیدکنندگان اصلی چاودار | ۲۰۲۰ (تن)  | ۲۰۱۸ (تن)  | ۲۰۱۶ (تن)  | ۲۰۱۲ (تن)  |
| ------------------------ | ---------- | ---------- | ---------- | ---------- |
| اتحادیه اروپا            | ۸٬۹۱۳٬۵۷۰  | ۶٬۱۴۱٬۰۴۰  | ۷٬۴۰۰٬۶۸۶  | ۸٬۷۱۳٬۴۱۴  |
| آلمان                    | ۳٬۵۱۳٬۴۰۰  | ۲٬۲۰۱٬۴۰۰  | ۳٬۱۷۳٬۸۰۰  | ۳٬۸۷۸٬۴۰۰  |
| لهستان                   | ۲٬۹۰۴٬۶۸۰  | ۲٬۱۲۶٬۵۷۰  | ۲٬۱۹۹٬۵۷۸  | ۲٬۸۸۸٬۱۳۷  |
| روسیه                    | ۲٬۳۷۷٬۶۲۹  | ۱٬۹۱۶٬۵۰۶  | ۲٬۵۴۷٬۸۷۸  | ۲٬۱۳۱٬۵۱۹  |
| بلاروس                   | ۱٬۰۵۰٬۷۰۲  | ۵۰۲٬۵۰۵    | ۶۵۰٬۹۰۸    | ۱٬۰۸۲٬۴۰۵  |
| دانمارک                  | ۶۹۹٬۳۷۰    | ۴۷۶٬۵۹۰    | ۵۷۷٬۲۰۰    | ۳۸۴٬۴۰۰    |
| چین                      | ۵۲۳٬۷۵۹    | ۵۲۱٬۱۶۸    | ۵۴۵٬۶۵۷    | ۶۵۰٬۰۰۰    |
| کانادا                   | ۴۸۷٬۸۰۰    | ۲۳۶٬۴۰۰    | ۴۳۶٬۰۰۰    | ۳۳۶٬۶۰۰    |
| اوکراین                  | ۴۵۶٬۷۸۰    | ۳۹۳٬۷۸۰    | ۳۹۱٬۵۶۰    | ۶۷۶٬۸۰۰    |
| اسپانیا                  | ۴۰۷٬۶۲۰    | ۴۰۴٬۲۸۰    | ۳۷۷٬۳۵۵    | ۲۵۶٬۶۷۵    |
| ترکیه                    | ۲۹۵٬۶۸۱    | ۳۲۰٬۰۰۰    | ۳۰۰٬۰۰۰    | ۳۷۰٬۰۰۰    |
| ایالات متحده آمریکا      | ۲۹۲٬۹۳۰    | ۲۱۴٬۱۸۰    | ۲۹۰٬۳۷۹    | ۱۶۶٬۱۷۰    |
| مجموع تولید جهانی        | ۱۵٬۰۲۲٬۲۷۳ | ۱۰٬۷۱۶٬۷۶۷ | ۱۲٬۹۹۹٬۱۹۰ | ۱۴٬۴۹۹٬۷۵۹ |